# Without Reservations
Without Reservations is een Amerikaanse filmkomedie uit 1946 onder regie van Mervyn LeRoy. De film is gebaseerd op de roman Thanks, God! I'll Take It From Here (1946) van de Amerikaanse schrijfsters Jane Allen en Mae Livingston. De film werd destijds in Nederland uitgebracht onder de titel Het begon in de Pullman.

## Verhaal
De beroemde schrijfster Kit Madden reist naar Hollywood. Daar zal een film worden gedraaid van een van haar romans. In de trein leert ze de oorlogsveteraan Rusty Thomas kennen. Ze wil dat hij de hoofdrol speelt in haar film.

## Rolverdeling
| Acteur            | Personage             |
| ----------------- | --------------------- |
| Claudette Colbert | Kit Madden            |
| John Wayne        | Kapitein Rusty Thomas |
| Don DeFore        | Lt. Dink Watson       |
| Anne Triola       | Connie Callaghan      |
| Phil Brown        | Soldaat               |
| Frank Puglia      | Ortega                |
| Thurston Hall     | Henry Baldwin         |
| Dona Drake        | Dolores Ortega        |
| Fernando Alvarado | Mexicaanse jongen     |
| Charles Arnt      | Verkoper              |
| Louella Parsons   | Zichzelf              |
| Frank Wilcox      | Jack                  |